# Patti D'Arbanville
Patricia D'Arbanville (Nova Iorque, 25 de maio de 1951) é uma atriz americana conhecida por sua participação em projetos de Andy Warhol.

## Carreira
Depois de aparecer em Flesh (1968), D'Arbanville atuou em L'Amour (1973), de Warhol, e como personagem-título no filme Bilitis (1977), de David Hamilton.
D'Arbanville trabalhou em filmes e séries de televisão nos Estados Unidos e na França. Incluindo retratar a tenente Virginia Cooper na série da Fox New York Undercover.

## Vida pessoal
No final dos anos 1960, quando era modelo em Londres, D'Arbanville conheceu e desenvolveu um romance com o cantor e compositor Cat Stevens. Ela foi a inspiração para seu hit "Lady D'Arbanville" (lançado em 1970).
D'Arbanville deixou Stevens por períodos de tempo para continuar sua carreira de modelo em Paris e Nova York, e fez parte da cena Factory de Warhol. Em uma entrevista com Warhol, ela disse melancolicamente que tinha ouvido a música "Lady D'Arbanville":
Stevens escreveu aquela música "Lady D'Arbanville" quando eu fui para Nova York. Eu fui por um mês, não foi o fim do mundo, foi? Mas ele escreveu essa música inteira sobre "Lady D'Arbanville, por que você dorme tão quieta." É sobre mim morto. Então, enquanto eu estava em Nova York, para ele era como se eu estivesse deitada em um caixão... Ele escreveu isso porque sentia minha falta, porque ele estava pra baixo... É uma música triste.
D'Arbanville mais tarde teve um relacionamento com o ator Don Johnson de 1981 a 1986. O casal teve um filho, Jesse Wayne Johnson (nascido em 7 de dezembro de 1982).
D'Arbanville foi casada e divorciada três vezes. Ela morou na França por 10 anos, tornando-se fluente em francês, e foi casada com o ator francês Roger Miremont [ fr ], então conhecido como Roger Mirmont, de 1 de agosto de 1975 a 1980. Ela foi casada com Steve Curry de 26 de abril de 1980 a 1981. Ela foi casada com o ex-bombeiro de Nova York Terry Quinn de 15 de junho de 1993 a 12 de março de 2002. Eles têm três filhos: as filhas Emmelyn e Alexandra e o filho Liam.

## Filmografia

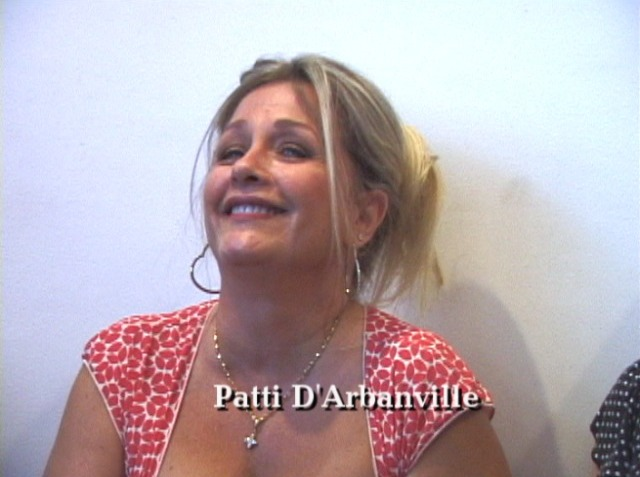
D'Arbanville em 2007

### Filme
| Ano  | Título                             | Papel                       | Notas |
| ---- | ---------------------------------- | --------------------------- | ----- |
| 1968 | Flesh                              | Patti                       |       |
| 1970 | The House                          | Lorraine                    |       |
| 1971 | The Blood Letting                  | Hillary                     |       |
| 1973 | L'Amour                            | Patti                       |       |
| 1975 | Rancho Deluxe                      | Betty Fargo                 |       |
| 1977 | Bilitis                            | Bilitis                     |       |
| 1977 | La fille d'Amérique                | Ronni Williams              |       |
| 1978 | Big Wednesday                      | Sally Jacobson              |       |
| 1978 | The Fifth Floor                    | Cathy                       |       |
| 1979 | The Main Event                     | Donna                       |       |
| 1979 | Time After Time                    | Shirley                     |       |
| 1980 | Hog Wild                           | Angie Barnes                |       |
| 1981 | Modern Problems                    | Darcy Carson                |       |
| 1985 | Real Genius                        | Sherry Nugil                |       |
| 1985 | The Boys Next Door                 | Angie                       |       |
| 1988 | Call Me                            | Cori                        |       |
| 1988 | Fresh Horses                       | Jean                        |       |
| 1989 | Wired                              | Cathy Smith                 |       |
| 1994 | Frame-Up II: The Cover-Up          | Barbara Griffin             |       |
| 1996 | The Fan                            | Ellen Renard                |       |
| 1997 | Fathers' Day                       | Shirley Trainor             |       |
| 1998 | Archibald the Rainbow Painter      | Elaine Tiger                |       |
| 1998 | Celebrity                          | Iris                        |       |
| 2002 | Personal Velocity: Three Portraits | Celia                       |       |
| 2003 | A Tale of Two Pizzas               | Margie Bianco               |       |
| 2006 | World Trade Center                 | Donna's Friend              |       |
| 2007 | Perfect Stranger                   | Esmeralda                   |       |
| 2007 | You Belong to Me                   | Gladys                      |       |
| 2008 | The Marconi Bros.                  | Sonya Weitzman              |       |
| 2010 | The Extra Man                      | Katherine Hart              |       |
| 2010 | Morning Glory                      | Mrs. Fuller, Becky's mother |       |

### Televisão
| Ano       | Título                       | Papel                         | Notas |
| --------- | ---------------------------- | ----------------------------- | --- |
| 1976      | Once an Eagle                | Michele                       | Minissérie de televisão: Parte 1 |
| 1977      | Code R                       | Maggie                        | Temporada 1 Episódio 2: "The Great Boat Race" |
| 1978      | The Eddie Capra Mysteries    | Nancy Sinclair                | Temporada 1 Episódio 1: "Where There's Smoke" |
| 1980      | Barnaby Jones                | Jessica Collins               | Temporada 8 Episódio 12: "Run to Death" |
| 1980      | Charlie's Angels             | Bianca                        | Temporada 5 Episódio 3: "Angels of the Deep" |
| 1982      | Darkroom                     | Babette                       | Temporada 1 Episódio 13: "Guillotine" |
| 1984      | Murder, She Wrote            | Leslie Andler                 | Temporada 1 Episódio 6: "Hit, Run and Homicide" |
| 1985      | Miami Vice                   | Mrs. Stone                    | Temporada 2 Episódio 10: "Back in the World" |
| 1986      | Crime Story                  | Eve Vollesky                  | Temporada 1 Episódio 2: "Final Transmission" |
| 1988      | Crossing the Mob             | Lucy Conte                    | Filme para televisão |
| 1988      | Midnight Caller              | Jordan                        | Temporada 1 Episódio 4: "Payback" |
| 1989      | Wiseguy                      | Amber Twine / Theresa Demante | Papel recorrente em 13 episódios creditados |
| 1990      | Snow Kill                    | Lauren Crane                  | Filme para televisão |
| 1992      | Law & Order                  | Betty Drake                   | Temporada 3 Episódio 5: "Wedded Bliss" |
| 1992–1993 | Another World                | Christy Carson                | Três episódios datados (1) 23 de outubro de 1992; (2) 23 de dezembro de 1992; (3) 13 de maio de 1993 |
| 1993      | Blind Spot                   | Lucinda                       | Filme para a televisão |
| 1993      | South Beach                  | Roxanne                       | Quatro episódios: (1) Temporada 1 Episódio 1: "Diamond in the Rough"; (2) Temporada 1 Episódio 2: "Pirates of the Caribbean"; (3) Temporada 1 Episódio 3: "Stake Out"; (4) Temporada 1 Episódio 5 "Wild Thing" |
| 1994      | The John Larroquette Show    | Big Linda                     | Temporada 1 Episódio 15: "Death and Dishonor" |
| 1994      | L.A. Law                     | Caroline Hardy                | Temporada 8 Episódio 18: "Dead Issue" |
| 1994      | My So-Called Life            | Amber Vallon                  | Três Episódios: (1) Temporada 1 Episódio 3: "Guns & Gossip"; (2) Temporada 1 Episódio 10: "Other People's Mothers"; (3) Temporada 1 Episódio 14: "On the Wagon"                                                |
| 1994–1997 | New York Undercover          | Lieutenant Virginia Cooper    | Papel principal em 76 episódios creditados |
| 1997      | Bad to the Bone              | Marilyn Wells                 | Filme para televisão |
| 1998      | Homicide: Life on the Street | Darlene Everett               | Temporada 7 Episódio 4: "The Twenty Percent Solution" |
| 1998–2000 | Guiding Light                | Selena Davis                  | 27 episódios creditados |
| 2000–2005 | Third Watch                  | Rose Boscorelli               | Papel recorrente em 16 episódios creditados |
| 2003      | The Division                 | Maggie                        | Temporada 3 Episódio 8: "The Cost of Freedom" |
| 2003      | Nip/Tuck                     | Wallace Forsythe              | Temporada 1 Episódio 4: "Sofia Lopez" |
| 2004      | The Sopranos                 | Lorraine Calluzzo             | Três Episódios: (1) Temporada 5 Episódio 2: "Rat Pack"; (2) Temporada 5 Episódio 3: "Where's Johnny?"; (3) Temporada 5 Episódio 4: "All Happy Families..."                                                     |
| 2005      | Wild Card                    | Kathy                         | Temporada 2 Episódio 14: "See Ya Later, Investigator!" |
| 2006–2010 | Rescue Me                    | Ellie                         | Papel recorrente em 14 episódios creditados |
| 2007      | Law & Order: Criminal Intent | Cecilia                       | Temporada 6 Episódio 11: "World's Fair" |
| 2007      | Eyes                         | Dee Dee McCann                | Temporada 1 Episódio 12: "Investigator" |
| 2017      | The Sinner                   | Lorna Tanetti                 | Cinco episódios creditados: Part I, Part II, Part III, Part V, Part VIII como "Mason Tanetti's Mother" |
| 2018-2020 | Billions                     | Mama Axelrod                  | Três episódios creditados: (1) Temporada 3 Episódio 10: "Redemption" (2018); (2) Temporada 3 Episódio 11: "Kompenso" (2018); (3) Temporada 5 Episódio 5: "Contract" (2020)                                     |